# Brycon argenteus
Brycon argenteus är en fiskart som beskrevs av Meek och Hildebrand, 1913. Brycon argenteus ingår i släktet Brycon och familjen Characidae. Inga underarter finns listade.